# Bombardieri in picchiata
Bombardieri in picchiata (Dive Bomber) è un film del 1941 diretto da Michael Curtiz.
Bert Glennon, il direttore della fotografia, ottenne per questo film la candidatura all'Oscar.

## Trama
Joe Blake, Swede Larson e Tim Griffin, tre piloti della marina, sono amici per la pelle. Il rito che unisce simbolicamente il trio, è l'uso che fanno tutti e tre di un portasigarette. Durante un volo sulle acque delle Hawaii, l'aereo di Larsen si schianta in picchiata. Il pilota viene recuperato e Doug Lee, medico della marina, raccomanda di sottoporlo immediatamente a un'operazione. L'intervento, però, finisce male e Larsen muore sotto i ferri. I suoi due compagni, Joe e Tim, non riescono a perdonare il medico, che ritengono la causa della morte dell'amico.
Qualche tempo dopo, a San Diego, Joe è diventato istruttore di volo. Con suo grande sgomento, tra gli iscritti al corso si trova anche Doug, che vuole studiare gli effetti dell'altitudine in prima persona. Doug ha dei problemi anche con Lance Rogers, un chirurgo che, facendo degli esperimenti su sé stesso, si è rovinato il cuore e non può più volare. I due medici diventano amici e Rogers chiede che Doug gli venga assegnato come assistente alla base di San Diego. Joe si presenta come volontario per dei test, mentre Doug inventa una cintura pneumatica che, gonfiandosi, impedisce che il pilota svenga. Tim, che soffre di malesseri legati al suo mestiere, dovrebbe lasciare l'aviazione ma, per mantenere la famiglia, non segue i consigli del medico e, durante un volo di routine, precipita e muore.
Gli esperimenti di Rogers e Doug vertono ora sui problemi legati all'altezza che raggiungono i caccia durante i loro raid. Dopo la morte di Tim, Joe cambia idea su Doug e, insieme a lui, si mette a studiare il progetto di una tuta pressurizzata che deve contrastare gli effetti negativi dell'alta quota. Anche Joe comincia a soffrire dello stesso male di Tim ma non prende in considerazione gli ordini di Doug e, salito sull'aereo, prende il volo. Sopra i trentacinquemila piedi, i tubi dell'ossigeno si congelano; prima di morire, Joe lascia una nota per Doug dove gli consiglia di riscaldare l'ossigeno. Sul luogo del disastro, Doug raccoglie l'ultimo portasigarette del terzetto di cui non rimane vivo ormai più nessuno. I due medici ricevono un premio per il loro lavoro: volendo fare un omaggio postumo ai piloti, Doug vola con uno squadrone e, in aria, lancia nel vuoto il portasigarette di Joe.

## Produzione
Le riprese del film, prodotto dalla Warner Bros. con il titolo di lavorazione Beyond the Blue Sky, durarono da metà marzo a metà maggio 1941. Byron Haskin, capo del dipartimento degli effetti speciali della Warner, progettò degli speciali sistemi per permettere a una delle cineprese di girare spostandosi in avanti e all'indietro.
Alcune scene, che nel montaggio furono usate per l'ambientazione, erano delle riprese fatte a Pensacola, alla Eglin Air Force Base e a Honolulu mentre molte delle scene drammatiche furono girate nella base navale di San Diego. Altre riprese vennero fatte a bordo dell'USS Enterprise (CV-6) e dell'USS Saratoga (CV-3).

## Distribuzione
Il copyright del film, richiesto dalla Warner Bros. Pictures, Inc., fu registrato il 30 agosto 1941 con il numero LP10867.
La prima mondiale si tenne a San Diego il 12 agosto 1941, con la presentazione del film data contemporaneamente in tre sale.